# Csongrád (historisch comitaat)
Csongrád (Duits: Komitat Tschongrad) was een historisch comitaat aan de zuidkant van het midden van het koninkrijk Hongarije. Dit comitaat bestond vanaf de 13e eeuw tot 1950 in zijn historische context. Een klein deel in het zuiden, bij de Horgoš / Horgos hoort vanaf 1920 bij het huidige Servië (het toenmalige Koninkrijk der Serven, Kroaten en Slovenen, vanaf 1929 het koninkrijk Joegoslavië) en onderdeel van Vojvodina, dat sinds 1963 enige autonomie heeft. Het gebied werd tussen 1929 en 1941, Donaubanaat genoemd. Het grootste deel van het historische comitaat maakt deel uit van het huidige comitaat Csongrád-Csanád, tussen 1920 en 1944 was een deel in het zuiden, onderdeel van het historische comitaat Csanád-Arad-Torontal.

## Ligging
Het comitaat grensde aan de comitaten Torontál, Bács-Bodrog, Pest-Pilis-Solt-Kiskun , Jász-Nagykun-Szolnok, Békés en Csanád. Het gebied was gelegen in de Grote Hongaarse Laagvlakte en enigszins vlak, doorsneden door de Tisza (Theiß) en had een aantal steppemeren. Verder lag de monding van de Mureș (Maros / Mieresch) in de Tisza in dit comitaat en vormde voor een kort stuk, de zuidelijke grens van het gebied.

## Districten
| Stoeldistrict                   | Hoofdplaats                                   |
| ------------------------------- | --------------------------------------------- |
| Csongrád                        | Csongrád                                      |
| Tiszáninnen (linkeroever Tisza) | Kiskundorozsma, het huidige Szeged / Szegedin |
| Tiszántúl (rechteroever Tisza)  | Mindszent                                     |
| Stadsdistrict                   |                                               |
| Hódmezővásárhely                | Hódmezővásárhely / Neumarkt an der Theiß      |
| Szeged                          | Szeged / Szegedin                             |
| Szentes                         | Szentes                                       |

Alle districten liggen tegenwoordig nog steeds in het comitaat Csongrád-Csanád, op het kleindeel rondom Horgoš / Horgos na, dat onderdeel uitmaakt van de Vojvodina in Servië, eerder maakte het deel uit van het Stoeldistrict Tiszáninnen (Linkeroever Tisza). In Horgos woont nog steeds een Hongaarse minderheid in Servië.